# Dżyda (wieś)
Dżyda (ros. Джида, bur. Жада a. Зэдэ) – wieś (ros. село, trb. sieło) w azjatyckiej części Rosji, w Buriacji, w rejonie dżydińskim. Liczy 3178 mieszkańców (2017). Siedziba dżydińskiego osiedla wiejskiego. Ośrodek przemysłu spożywczego i maszynowego. W 1973–2012 posiadała status osiedla typu miejskiego.

## Geografia
Wieś położona jest na wschodnim skraju rejonu dżydińskiego, 65 km od siedziby rejonu – Pietropawłowki. Miejscowość znajduje się na południowych stokach Garbu Borgojskiego, na lewym brzegu Dżydy (zabudowania 3 km na północ od głównego koryta), u ujścia rzeki do Selengi (7 km od osiedla). Obszar okolicy i miejscowości jest stepowy. Na południo-wschód od zabudowań wsi, w pobliżu osiedla wojskowego znajduje się obszar sztucznie zalanych kamieniołomów.

## Historia
W 1936 rozpoczęto budowę południowej linii Kolei Wschodniosyberyjskiej z Ułan Ude do Nauszek. W następnym roku na lewym brzegu rzeki Dżydy wybudowano domy, w których osiedlono budowniczych kolei. W 1938 nowo powstałemu osiedlu przypisano nazwę Dżyda. W trakcie budowy linii kolejowej w l. 30. XX w. uruchomiono w Dżydzie kamieniołom żwiru i żwirownię. Znajdowała się tu również baza przeładunkowa fabryki wolframu i molibdenu w Dżydinsku. W 1942 utworzono magazyn ropy. W 1959 założono tu spółdzielnię rolniczą, a w 1964 buriacką spółdzielnię spożywców Sielchoztiechnika.
Do 1966 osiedle kolejowe nie miało statusu odrębnej wsi. Na mocy dekretu Prezydium Najwyższej Rady Buriackiej Autonomicznej Socjalistycznej Republiki Radzieckiej z 21 lipca 1966 utworzono jednostkę administracyjną osiedla wiejskiego z siedzibą w Dżydzie.
W 1968–1969 wybudowano tu bazę lotniczą wraz z osiedlem dla wojskowych i ulokowano w niej 2. Orszański Pułk Lotnictwa Myśliwskiego. 22 marca 1973 Dżyda otrzymała status osiedla typu miejskiego. W 1974 zreorganizowano tutejszą bazę lotniczą, umieszczając w niej 21. Pułk Lotnictwa Bombowego i 7. Brygadę Przeciwlotniczą.
W związku z reorganizacją wojsk powietrznych Rosji, w 2012 zlikwidowano bazę lotniczą w Dżydzie i przeniesiono ją do Czelabińska. Wobec tej decyzji nastąpił zauważalny regres gospodarczy. Budżet lokalny utracił 10% swoich dotychczasowych zysków. W wyniku wyprowadzenia się znacznej części mieszkańców, jaką stanowiły rodziny wojskowych, spadła liczba ludności osiedla. W związku z tym upadło wiele przedsiębiorstw handlowych i usługowych i znacząco wzrosło bezrobocie. Od tego roku notuje się stały spadek liczby mieszkańców. 6 grudnia 2012 miejscowość utraciła status osiedla typu miejskiego.

## Gospodarka i instytucje społeczne
We wsi znajduje się stacja kolejowa południowej linii Kolei Wschodniosyberyjskiej (Ułan Ude – Nauszki). Mieszkańcy zatrudnieni są głównie w przemyśle spożywczym: zakładach przetwórstwa mięsnego i maszynowym: fabryka traktorów.
W osiedlu znajdują się również poczta, ośrodek zdrowia i siłownia. Dżiba jest siedzibą szkoły podstawowej z przedszkolem i szkoły średniej ogólnokształcącej. Osiedle posiada również własną bibliotekę.
Dżyda jest siedzibą parafii, której główną świątynią jest cerkiew Matki Boskiej „Hodegetria”. Parafia należy do eparchii ułan-udeńskiej w metropolii buriackiej Rosyjskiego Kościoła Prawosławnego.

## Demografia
| 1979 | 1989   | 1989   | 2002   | 2002   | 2009   | 2009   | 2010   | 2010   | 2011   | 2011   | 2012   | 2012   | 2013   | 2013   | 2014   | 2014   | 2015   | 2015   | 2016   | 2016   | 2017   | 2017   |
| 1979 | Liczba | Zmiana | Liczba | Zmiana | Liczba | Zmiana | Liczba | Zmiana | Liczba | Zmiana | Liczba | Zmiana | Liczba | Zmiana | Liczba | Zmiana | Liczba | Zmiana | Liczba | Zmiana | Liczba | Zmiana |
| ---- | ------ | ------ | ------ | ------ | ------ | ------ | ------ | ------ | ------ | ------ | ------ | ------ | ------ | ------ | ------ | ------ | ------ | ------ | ------ | ------ | ------ | ------ |
| 4501 | 5 109  | 608    | 4 706  | 403    | 4 799  | 93     | 5 393  | 594    | 5 037  | 356    | 3 902  | 1 135  | 3 380  | 522    | 3 270  | 110    | 3 266  | 4      | 3 215  | 51     | 3 178  | 37     |